# Tlaltecuhtli

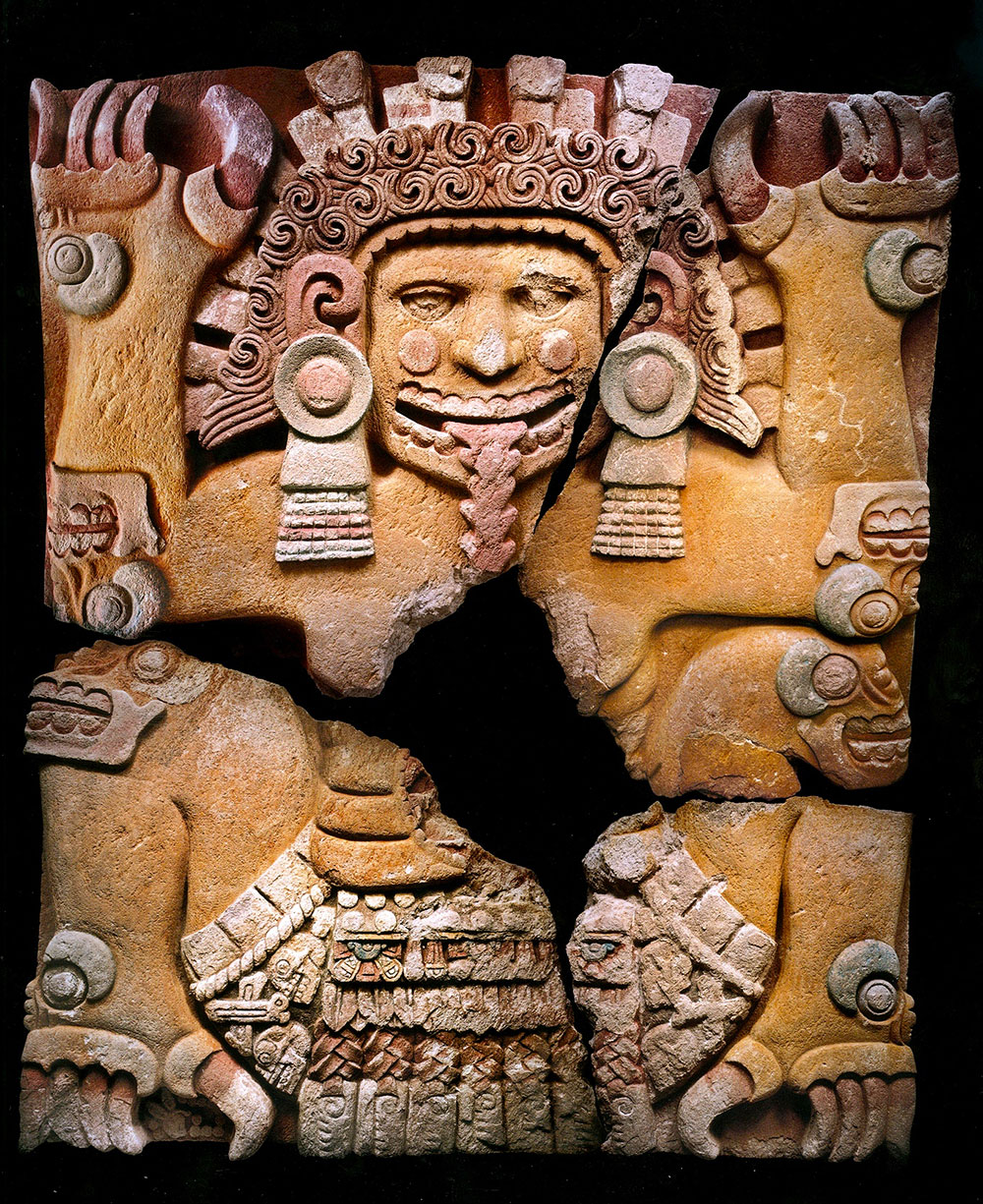
Monolit Tlaltecuhtli odkopany w Tenochtitlan

Tlaltecuhtli, lub Tlaltecutli (nah."władca ziemi") – bóstwo ziemi i potwór morski w mitologii Azteków. Przedstawiany był jako samica krokodyla, choć jego imię jest rodzaju męskiego, lub przykucnięty stwór ze szponami u dłoni i stóp.
Według legend bogowie Quetzalcoatl i Tezcatlipoca przeistoczyli się w węże i rozdarli Tlaltecuhtli na pół, aby z dwóch części stworzyć od nowa niebo i ziemię, gdy świat przestał istnieć po kolejnym kataklizmie – który według mitologii azteckiej występował cyklicznie po każdej z następujących po sobie epok świata.
Z reszty ciała Tlaltecuhtli miały powstać zasoby niezbędne człowiekowi do życia – drzewa, kwiaty i zioła powstały z jej włosów, łąki i drobniejsze kwiaty ze skóry, łańcuchy górskie i wąwozy z nosa, a rzeki oraz jaskinie z jej ust. Wierzono jednak, iż nocami Tlatlecuhtli domaga się ludzkiej krwi i ofiar, aby zaspokoić swe pragnienie, dlatego często porównywano ją do innych bóstw kojarzonych z kultem sił przyrody, jak Coatlicue i Tonatiuh.